# Cossaye
Cossaye är en kommun i departementet Nièvre i regionen Bourgogne-Franche-Comté i de centrala delarna av Frankrike. Kommunen ligger i kantonen Dornes som tillhör arrondissementet Nevers. År 2022 hade Cossaye 657 invånare.

## Befolkningsutveckling
Antalet invånare i kommunen Cossaye
| Referens: INSEE |